# ノンアルコールカクテル
ノンアルコールカクテルとは、エタノールが含まれないか、極めて少ないカクテルのこと（「法律」を参照）。アルコールを含む酒の代わりに飲まれることが多い。ノンアルコールカクテルのみを提供するバーもある。
「モクテル」とも呼ばれる（英語で「真似する」を意味するmockとcocktailを組み合わせた造語）。
今までもノンアルコールカクテルはあったが2013年12月に発売された、いしかわあさこ著書における「Standard Cocktails With a Twist」で初めてモクテルとして紹介される。

## 一般的なノンアルコールカクテル
カクテルと同じ手法を使って作られる飲み物。酒が飲めない人や弱い人、酒を好まない人や飲まない人、現在酒を飲める状態でない人のために提供されることが多い。
既存のカクテルのレシピからアルコールを抜き、炭酸水やトニックウォーターなどに替えたものを「バージン○○」（○○は元のカクテル名にちなむ）と称することがある。
シャンディ・ガフ、モヒート、モスコミュールなどは、材料・レシピを工夫すれば、元のカクテルに近い風味でアルコールを含まずにつくることが可能である。

## 法律

### 日本
清涼飲料水の定義として、「酒精分1容量パーセント未満を含有する飲料」が定められているので、清涼飲料水として提供されているノンアルコールカクテルは、実際には1%未満のアルコール分を含むものもある。

## 種類
- ヴァージン・ピニャ・コラーダ（ピニャ・コラーダからラムを抜いたカクテル）
- ヴァージン・マリー（ブラッディ・マリーからウォッカを抜いたカクテル）
- コンクラーベ
- サマー・デライト
- サラトガ・クーラー
- シャーリー・テンプル
- シンデレラ（サンドリヨン）
- プッシー・キャット
- プッシーフット
- フロリダ
- ミルクセーキ（ミルク・シェーク）
- アーノルド・パーマー（英語版）

など。

## 清涼飲料水としてのノンアルコールカクテル
カクテル風味飲料とも呼ばれる。苦味や酸味を炭酸飲料につけてカクテル風味にしたり、カクテルのアルコール分を極端に少なくしたりした飲料である。ジュースと区別するため、苦味を強調しているものが多い。

### 現在
清涼飲料水としてのノンアルコールカクテルには、以下のような製品がある。
- アサヒ ゼロカク（アサヒビール）
- カクテルテイスト ソルティードッグ 0.00%（サンガリア）
- カクテルテイスト カシスオレンジ 0.00%（サンガリア）
- のんある気分 ノンアルコールカクテル（サントリー）
- ノンアルコールカクテル カシスオレンジテイスト（イオントップバリュ）
- calexo | カレクソ Citrus Rose、Cucumber Citron、Semi Tropic（CALEXO JAPAN株式会社）[5]

### 過去
- カクテル炭酸 WO:（ウォウ）[6]（キリンビバレッジ） - 柴咲コウがCMに出演していた。
- ジムノ[7]（クアーズ、アメリカ（製造は中国）） - ジーマテイスト
- アサヒ ダブルゼロカクテル（アサヒビール） - 「ゼロカク」に刷新された。